# Maria Geboortekerk (Eggerode)
De katholieke Maria Geboortekerk (Duits: Pfarrkirche Mariä Geburt) is een monumentaal kerkgebouw in het dorp Eggerode, een Ortsteil van Schöppingen in de Kreis Borken (Noordrijn-Westfalen).

## Geschiedenis

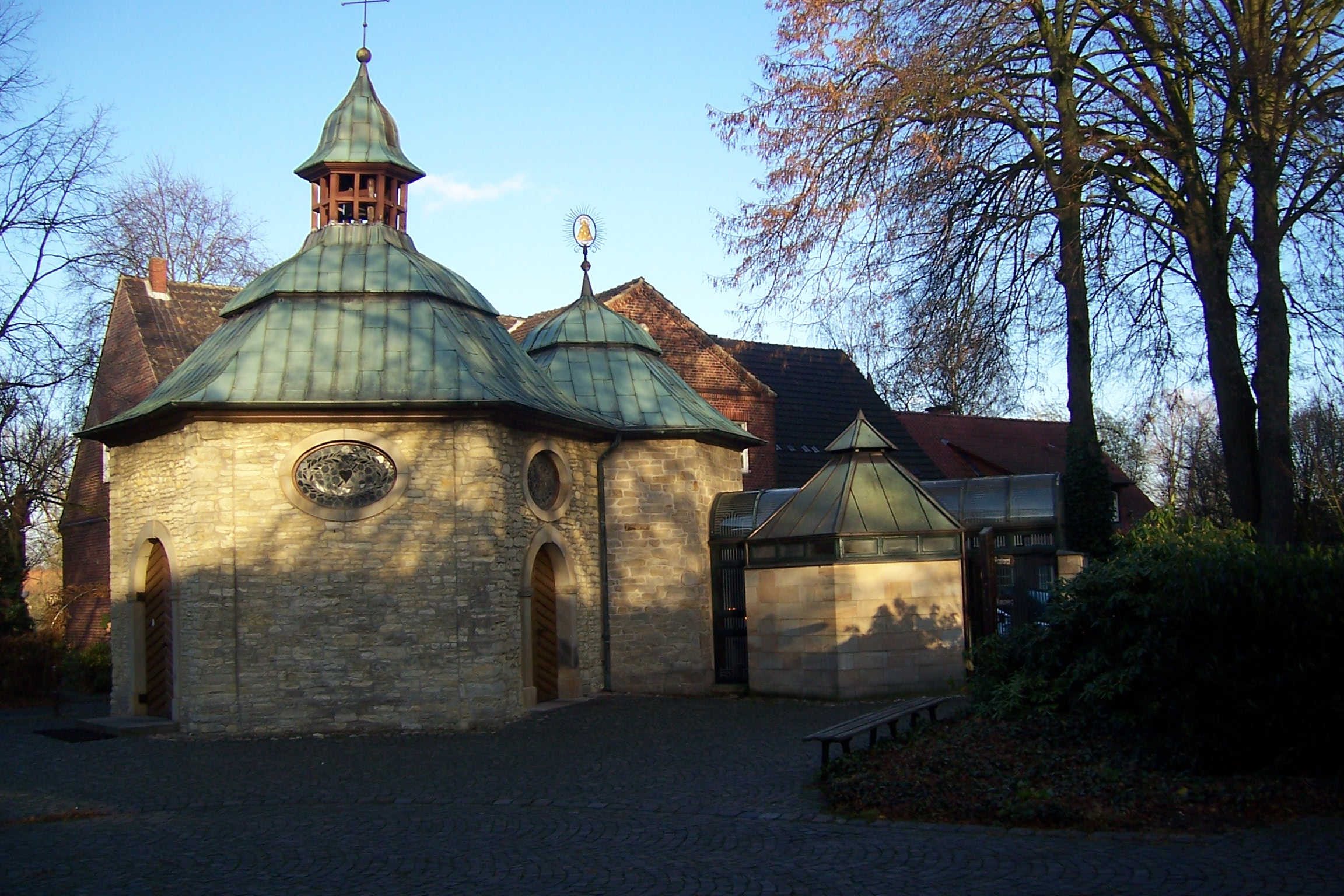
Bedevaartkapel

De voormalige eigenkerk werd waarschijnlijk in de 12e eeuw van Schöppingen afgescheiden en wordt voor het eerst in 1313 als parochie in een oorkonde genoemd. In de genadekapel naast de kerk, gebouwd in 1850 naar het voorbeeld van de kapel van Kevelaer, bevindt zich een circa 800 jaar oud Mariabeeld, dat jaarlijks door tienduizenden gelovigen bezocht en vereerd wordt. De kapel verving oudere kapellen uit de middeleeuwen en de 17e eeuw (vakwerk), die tijdens de Dertigjarige Oorlog verwoest en in de jaren 1830 afgebroken werden.

## Architectuur
De westelijke toren met gotische trapgevels werd in de 12e eeuw gebouwd. Het oorspronkelijk barokke koor, waarvan het eerste travee tegenwoordig onderdeel is van het kerkschip, stamt uit het jaar 1739 en werd in het begin van de 20e eeuw gegotiseerd met spitsboogramen in plaats van rechthoekige ramen.
Het kerkschip werd in 1957 geheel opnieuw opgetrokken en veranderde van een eenschepig tot een drieschepig gebouw.

## Interieur
- Het hoogaltaar in barokke knorpelstijl stamt uit circa 1680 en werd gebouwd door Johann Mauritz Gröninger. Het schilderij van de Maria-Tenhemelopneming werd in 1866 in het altaarstuk gezet.
- Een romaans doopvont uit de 13e eeuw met een looffries staat op twee fragmenten van gotische kandelaren.
- Het schilderij van de opgestane Heer is een paneel uit de tweede helft van de 16e eeuw en wordt aan de schilder Giacomo Basamo toegeschreven.
- Het schilderij van Antonius van Padua dat in de toren hangt dateert uit de 18e eeuw.
- Na een renovatie in de jaren 1823-1824 werden een twaalfarmige kroonluchter en de schilderijen "De bewening van Christus" en de "Verkondiging aan Maria" aangeschaft.
- De neogotische houten beelden stammen uit de tweede helft van de 19e eeuw.
- De kruisweg van Ernst von Briel werd in 1957 aangebracht.
- Tot de kerkschat behoort een gotische torenciborie en een kazuifelkruis uit de 15e eeuw.
- Het huidige orgel stamt uit het jaar 1959.

## Bedevaartskapel en genadebeeld

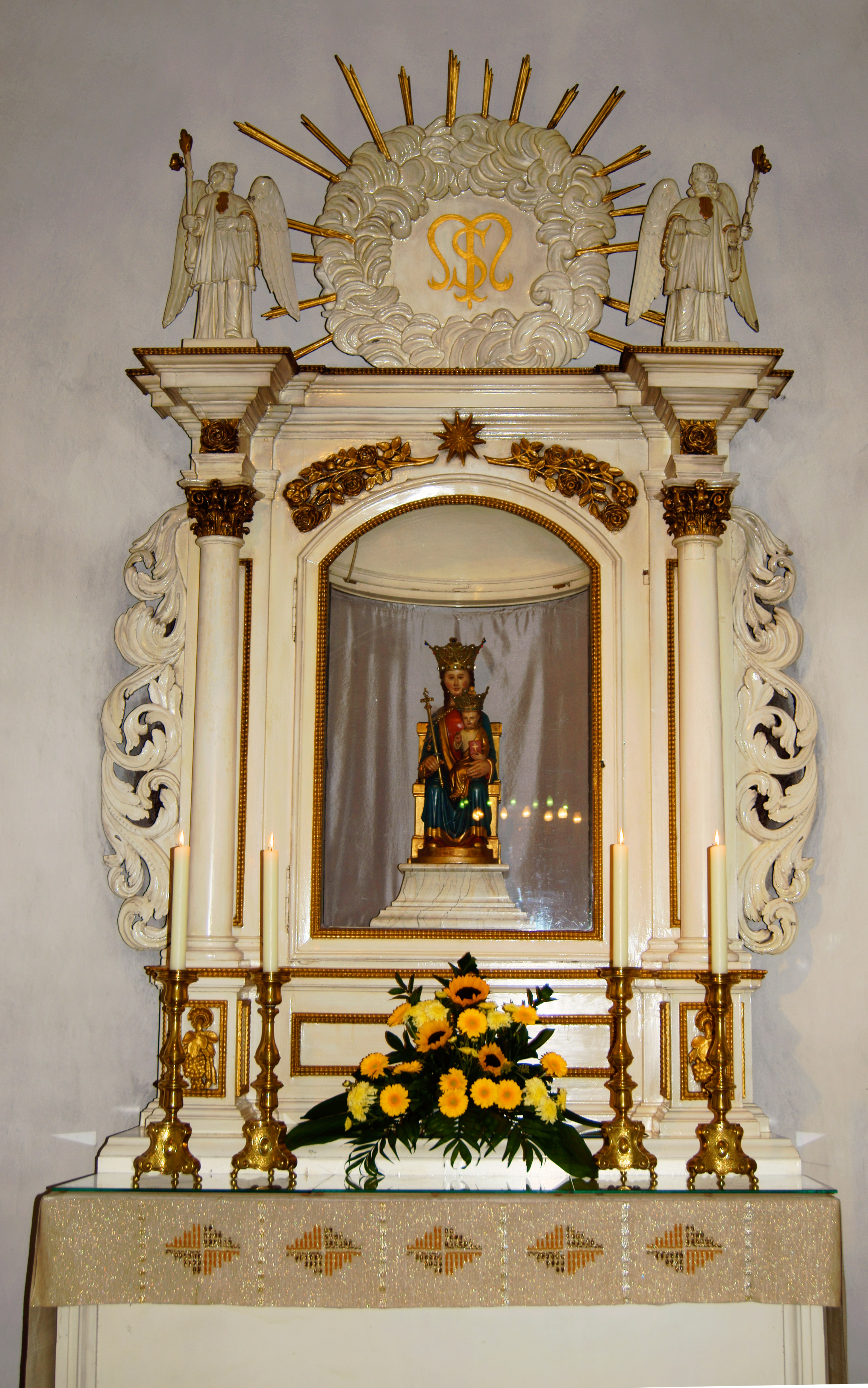
Altaar en genadebeeld

In de loop der tijd beleefde de bedevaart hoogte- en dieptepunten. Na de Dertigjarige Oorlog leefde de bedevaart, aangevuurd door prins-bisschop Christoph Bernhard von Galen, weer op. Een nieuw opleving genoot de bedevaart in de tijd van het Derde Rijk.
De zeshoekige genadekapel draagt het patrocinium van Maria en werd in de jaren 1843-1844 gebouwd. In 1951 werd de kapel met een kooraanbouw vergroot, terwijl in de jaren 1990 nog een kaarsenkapel werd toegevoegd. Het barokke altaar uit de 17e eeuw stamt vermoedelijk uit het cisterciënzer klooster Klein Burlo, dat tussen Eggerode en Darfeld lag en in 1804 werd geseculariseerd. De kroonluchter werd geschonken door de familie Schulze uit Eggenrode. Als teken van verzoening na de Tweede Wereldoorlog schonken Nederlandse christenen het beeld van de heilige Petrus Canisius.
Sinds 1300 pelgrimeren gelovigen vanuit Münsterland, het Ruhrgebied, het Eemsland en het aangrenzende Nederland naar Eggerode om het genadebeeld van "Onze-Lieve-Vrouw van het Hemelrijk" te vereren. Het 70 cm. hoge beeld presenteert Maria als een tronende koningin met Jezus op haar schoot en in haar rechterhand een scepter. Zowel Maria als Jezus dragen rijkversierde kronen. Het zilveren houdertje in het hoofd van Maria bevat een stukje stof van Maria's gewaad en een vingerkootje. Op 18 oktober 1864 werden alle sieraden van het genadebeeld en votiefgeschenken gestolen. De huidige gouden kronen dateren uit het einde van de 19e eeuw. Vroeger stond het beeld op de linker kant van het hoogaltaar van de parochiekerk. In 1790 kreeg het een plaats op het hoogaltaar en vanaf 1844 kwam het genadebeeld naar de huidige plaats in de kapel.
Het aantal pelgrims dat jaarlijks het beeld komen vereren varieert tussen de 60.000 en 80.000 gelovigen.